# Pływanie na Letnich Igrzyskach Olimpijskich 1956 – 400 m stylem dowolnym kobiet
400 m stylem dowolnym kobiet – jedna z konkurencji pływackich rozgrywanych podczas XVI Igrzysk Olimpijskich w Melbourne. Eliminacje odbyły się 5 grudnia, a finał 7 grudnia 1956 roku.
Podczas przygotowań olimpijskich Australijka Lorraine Crapp pobiła 16-letni rekord świata należący do Dunki Ragnhild Hveger i startowała w Melbourne jako faworytka do tytułu mistrzyni olimpijskiej. 
W finale Crapp potwierdziła swoją znakomitą formę, zdobywając złoto i ustanawiając nowy rekord olimpijski (4:54,6). Stała się tym samym pierwszą pływaczką, która na igrzyskach olimpijskich przepłynęła dystans 400 m kraulem  poniżej pięciu minut. Srebrny medal zdobyła również reprezentantka Australii, Dawn Fraser, która kilka dni wcześniej triumfowała w konkurencji 100 m stylem dowolnym. Fraser uzyskała czas 5:02,5 i o prawie pięć sekund wyprzedziła trzecią na mecie Amerykankę Sylvię Ruuską (5:07,1).
Wcześniej, w trakcie eliminacji, rekord olimpijski poprawiały kolejno: reprezentantka Stanów Zjednoczonych Marley Shriver (5:07,6) oraz Australijki Dawn Fraser (5:02,5) i Lorraine Crapp (5:00,2)

## Rekordy
Przed zawodami rekord świata i rekord olimpijski wyglądały następująco:
| Rekord            | Zawodniczka    | Czas   | Miejsce  | Data                 |       |
| ----------------- | -------------- | ------ | -------- | -------------------- | ----- |
| Rekord świata     | Lorraine Crapp | 4:47,2 | Sydney   | 20 października 1956 | [ 1 ] |
| Rekord olimpijski | Valéria Gyenge | 5:12,1 | Helsinki | 2 sierpnia 1952      | [ 2 ] |

W trakcie zawodów ustanowiono następujące rekordy:
| Data      | Etap konkurencji      | Zawodniczka    | Czas   | Rekord |
| --------- | --------------------- | -------------- | ------ | ------ |
| 5 grudnia | wyścig eliminacyjny 2 | Marley Shriver | 5:07,6 | OR     |
| 5 grudnia | wyścig eliminacyjny 3 | Dawn Fraser    | 5:02,5 | OR     |
| 5 grudnia | wyścig eliminacyjny 4 | Lorraine Crapp | 5:00,2 | OR     |
| 7 grudnia | finał                 | Lorraine Crapp | 4:54,6 | OR     |

## Wyniki

### Eliminacje
| Miejsce | Wyścig | Zawodniczka        | Państwo                       | Czas   | Uwagi |
| ------- | ------ | ------------------ | ----------------------------- | ------ | ----- |
| 1.      | 4      | Lorraine Crapp     | Australia                     | 5:00,2 | Q,    |
| 2.      | 3      | Dawn Fraser        | Australia                     | 5:02,5 | Q     |
| 3.      | 2      | Marley Shriver     | Stany Zjednoczone             | 5:07,6 | Q     |
| 4.      | 2      | Sandra Morgan      | Australia                     | 5:07,8 | Q     |
| 5.      | 3      | Sylvia Ruuska      | Stany Zjednoczone             | 5:10,3 | Q     |
| 6.      | 3      | Ripszima Székely   | Węgry                         | 5:10,5 | Q     |
| 7.      | 1      | Valéria Gyenge     | Węgry                         | 5:14,2 | Q     |
| 8.      | 1      | Héda Frost         | Francja                       | 5:14,4 | Q     |
| 9.      | 4      | Susan Gray         | Stany Zjednoczone             | 5:16,7 |       |
| 10.     | 3      | Susan Roberts      | Południowa Afryka             | 5:16,8 |       |
| 11.     | 4      | Natalie Myburgh    | Południowa Afryka             | 5:16,8 |       |
| 12.     | 1      | Karin Larsson      | Szwecja                       | 5:18,3 |       |
| 13.     | 4      | Marrion Roe        | Nowa Zelandia                 | 5:18,5 |       |
| 14.     | 2      | Ingrid Künzel      | Wspólna Reprezentacja Niemiec | 5:20,8 |       |
| 15.     | 1      | Beth Whittall      | Kanada                        | 5:21,7 |       |
| 16.     | 4      | Margaret Girvan    | Wielka Brytania               | 5:23,6 |       |
| 17.     | 3      | Colette Thomas     | Francja                       | 5:23,9 |       |
| 18.     | 4      | Gilda Aranda       | Meksyk                        | 5:24,2 |       |
| 19.     | 3      | Birgitta Wängberg  | Szwecja                       | 5:27,0 |       |
| 20.     | 3      | Eiko Wada          | Japonia                       | 5:27,2 |       |
| 21.     | 2      | Gladys Priestley   | Kanada                        | 5:27,5 |       |
| 22.     | 4      | Yukiko Otaka       | Japonia                       | 5:28,7 |       |
| 23.     | 2      | Anita Hellström    | Szwecja                       | 5:29,2 |       |
| 24.     | 2      | Viviane Gouverneur | Francja                       | 5:29,7 |       |
| 25.     | 1      | Winifred Griffin   | Nowa Zelandia                 | 5:31,0 |       |
| 26.     | 1      | Gertrudes Lozada   | Filipiny                      | 5:34,2 |       |

### Finał
| Miejsce | Zawodniczka      | Państwo           | Czas   | Uwagi |
| ------- | ---------------- | ----------------- | ------ | ----- |
| 1. !    | Lorraine Crapp   | Australia         | 4:54,6 | OR    |
| 2. !    | Dawn Fraser      | Australia         | 5:02,5 |       |
| 3. !    | Sylvia Ruuska    | Stany Zjednoczone | 5:07,1 |       |
| 4.      | Marley Shriver   | Stany Zjednoczone | 5:12,9 |       |
| 5.      | Ripszima Székely | Węgry             | 5:14,2 |       |
| 6.      | Sandra Morgan    | Australia         | 5:14,3 |       |
| 7.      | Héda Frost       | Francja           | 5:15,4 |       |
| 8.      | Valéria Gyenge   | Węgry             | 5:21,0 |       |